# Anthidiellum ramakrishnae
Anthidiellum ramakrishnae is een vliesvleugelig insect uit de familie Megachilidae. De wetenschappelijke naam van de soort is voor het eerst geldig gepubliceerd in 1919 door Cockerell.